# Józef Maria de Yermo y Parres
Józef Maria de Yermo y Parres, José Maria de Yermo y Parres (ur. 10 listopada 1851 w Jalmolonga, zm. 20 września 1904 w Puebla de los Angeles) – meksykański ksiądz, założyciel Zgromadzenia Służebnic Najświętszego Serca Jezusa i Ubogich, święty Kościoła katolickiego.
Jego matka zmarła kilka dni po jego narodzinach. Mając 16 lat wstąpił do Zgromadzenia Misyjnego w stolicy Meksyku, po czym po krótkim tam pobycie przeniósł się do diecezji León w Guanajuato. Święcenia kapłańskie otrzymał w dniu 24 sierpnia 1879 roku i powierzono mu dwie małe parafie na peryferiach miasta: El Calvario i Santo Nińo.
13 grudnia 1885 założył zgromadzenie zakonne Służebnic Najświętszego Serca Jezusa i Ubogich. Znany był z tego, że zakładał szpitalne domy dziecka, szkoły, przytułki dla starców, sierot i samotnych kobiet.
Pod koniec życia, wraz ze swym zgromadzeniem, przeprowadził misję wśród indiańskiego szczepu Tarahumara, zamieszkującego północne tereny Meksyku.
Józef Maria został beatyfikowany 6 maja 1990 w Meksyku a kanonizowany 21 sierpnia 2000 w Watykanie. Obu aktów dokonał papież Jan Paweł II.